# Oliver Schatta

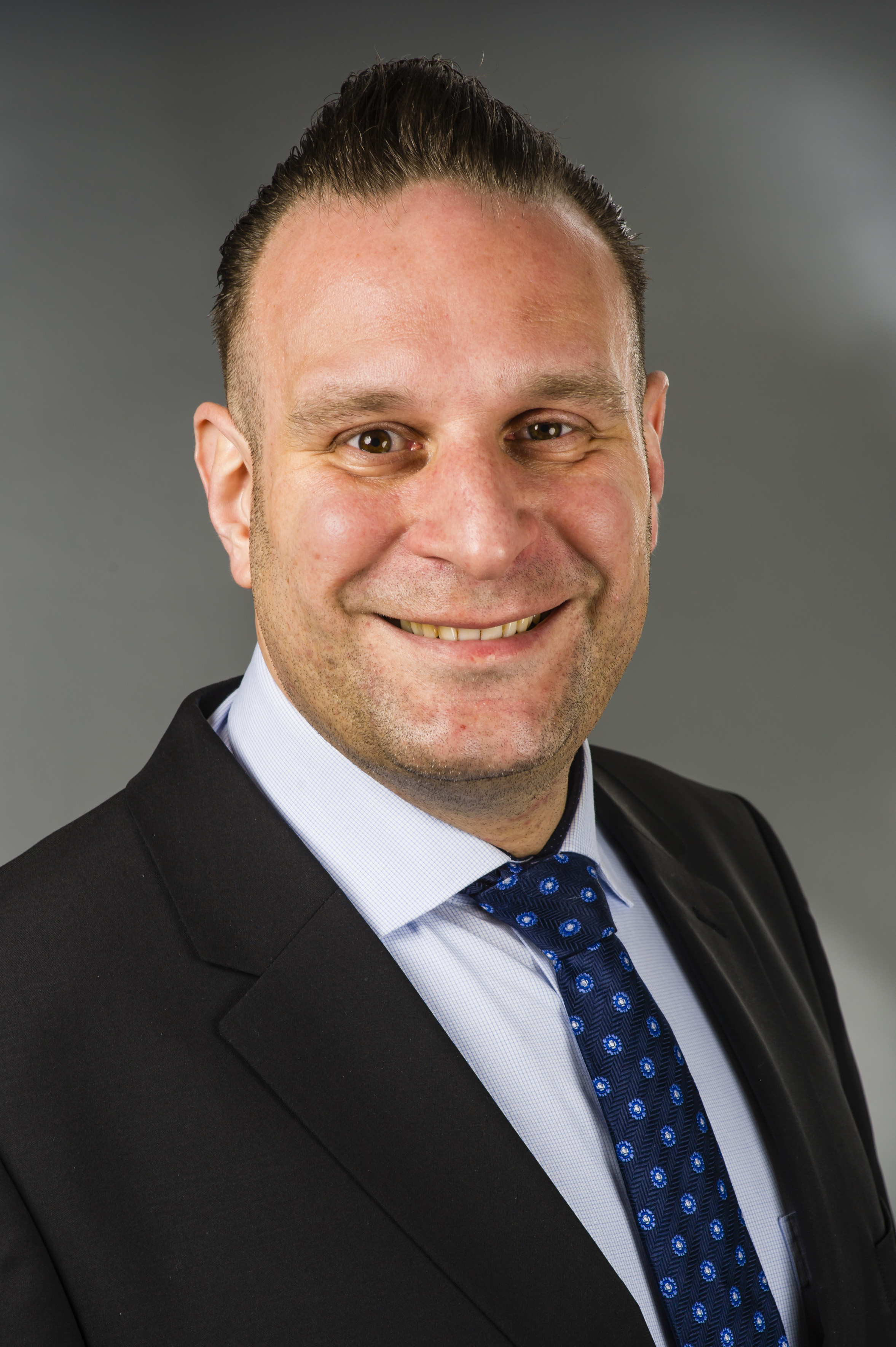
Oliver Schatta, 2018

Oliver Sven Schatta (* 22. Oktober 1974 in Braunschweig) ist ein deutscher Politiker (CDU). Er ist seit September 2023 erneut Abgeordneter des Niedersächsischen Landtages, dem er bereits von November 2017 bis November 2022 angehörte.

## Leben
Schatta betreibt als selbstständiger Kraftfahrzeugtechnikermeister in Braunschweig eine Autowerkstatt (Autohaus Schatta) 
Schatta trat 1999 in die Junge Union ein und ist seit 2006 Mitglied der CDU. Er ist seit 2006 Mitglied im Stadtbezirksrat Rüningen und seit 2016 Stadtbezirksbürgermeister. Dem Rat der Stadt Braunschweig gehört er seit 2011 an. Im Jahr 2014 unterlag er bei der Bürgermeister-Direktwahl in der niedersächsischen Gemeinde Vechelde seinem Gegenkandidaten deutlich.
Zu den Landtagswahlen in Niedersachsen 2013, 2017 und 2022 trat Schatta im Landtagswahlkreis 2, Braunschweig-Süd, als Direktkandidat der CDU an. Er erreichte jedoch jeweils nicht die erforderliche Stimmenmehrheit.
Schatta ist seit 2016 Kreishandwerksmeister der Region Braunschweig-Gifhorn und Peine.
Nach der Landtagswahl 2017 zog Schatta über die Landesliste der CDU in den Niedersächsischen Landtag ein. Bei der Landtagswahl 2022 verfehlte er den Wiedereinzug in den Landtag um einen Listenplatz. Er war damit erster CDU-Nachrücker für den Landtag. Nach dem Rücktritt des Landtagsabgeordneten André Hüttemeyer von allen politischen Ämtern zog Schatta im September 2023 erneut als Abgeordneter in den Niedersächsischen Landtag ein.